# Bergegården
Bergegården is een plaats in de gemeente Göteborg in het landschap Bohuslän en de provincie Västra Götalands län in Zweden. De plaats heeft 71 inwoners (2005) en een oppervlakte van 4 hectare. De plaats ligt op het eiland Hisingen en wordt omringd door zowel landbouwgrond als bos.